# Encephalartos

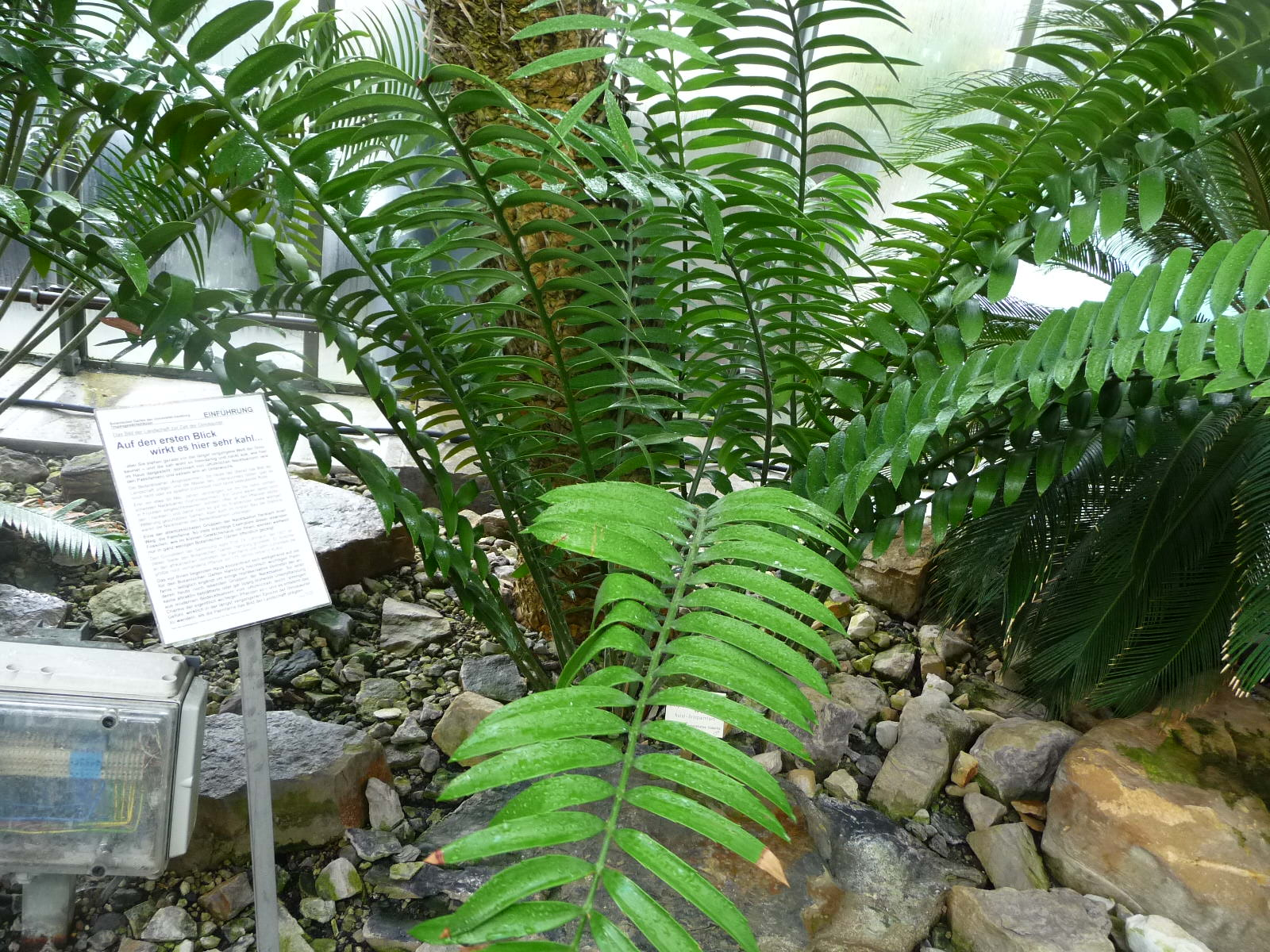
A Dél-Afrika északkeleti részéről származó Encephalartos cf. natalensis R.A. Dyer & I. Verd.

Az Encephalartos a cikászok (Cycadophyta törzsébe sorolt bunkóspálmafélék (Zamiaceae) családjának egyik nemzetsége. A görög eredetű Encephalartos név „kenyérfejűt”  jelent, és a szár nagy központi csúcsára utal. A nemzetségnek 2010-ben 63 leírt faja volt; a lista folyamatosan bővül. Kromoszómaszáma: 2n = 18.

## Származása, elterjedése
Afrika trópusi, illetve szubtrópusi területein él (lásd a térképet).

## Megjelenése, felépítése
Egyes fajok föld alattiak, mások fa jellegűek. Előbbiek szára körülbelül 15 cm átmérőjű, utóbbiaké elérheti a 15 m magasságot. A nagyobb szárú fajok közül sok a törzs tövében sarjakat hajt. Ezek a hajtások idővel szárakká nőnek, és ezzel a növény egyszárúból nagy csomóvá alakul.
Az egyes fajok egyszeresen, párosan szárnyalt levelei igen eltérőek lehetnek: hosszuk 60 cm és 6 m közötti, felszínük a fakótól és a fényesig változó, színük a kékesszürkétől a sárgászöldön át egészen a sötétzöldig terjedhet. A levélszárak görbülhetnek befelé, lehetnek egyenesek, vagy erősen hátra- és lefelé hajlók. A lapos, sima vagy tüskés levélkék állhatnak V alakban felfelé, csünghetnek vagy illeszkedhetnek derékszögben a levélszárra, esetleg felfelé vagy lefelé átfedhetik egymást. A levéltüskék állhatnak ritkán vagy sűrűn, lehetnek rövidek vagy hosszabbak, némely fajoké a levélkaréjon előre mered.
Hím- és nőivarú virágzata is tobozszerű. A nőnemű tobozok majdnem olyan változatosak, mint a levelek. Állhatnak magányosan, de lehet egy növényen akár nyolc toboz is. Magasságuk 30–80 cm, átmérőjük 15–40 cm. Egyesek szár nélküliek, mások jól fejlett kocsányon ülnek felálló vagy elfekvő helyzetben. Színük a kékesszürkétől a zöld, illetve barna árnyalatain át a sárgáig, illetve rózsaszínűig változó. A spóratermelő oldal lapjainak felszíne lehet sima, rücskös vagy ráncos, csupasz vagy sűrűn bolyhos. Hímnemű tobozuk általában több van, mint a nőnemű; színük azokéhoz hasonló. Kocsányuk többnyire hosszabb a nőnemű tobozokénál, szélsőséges esetben akár lelógó vagy kígyó alakú is lehet.

## Életmódja, termőhelye
Meglehetősen jól tűri a szárazságot, és élőhelye ennek megfelelően változatos: egyes fajok sivatagokban, mások szavannákon vagy erdőkben nőnek — és úgy tűnik, hogy az esőerdőből teljesen hiányoznak. A tengerszinttől 2400 m-ig kapaszkodnak fel — ebben a magasságban már rendszeres a hó és a fagy.

## Felhasználása
A szár nagy központi csúcsárából, valamint a sok keményítőt tartalmazó magokból az afrikai népek lisztet, abból pedig egy kenyérszerű ételt készítenek. Mivel a cikászok minden része mérgező, ehhez a méreganyagokat az őrleményből ismételt mosással el kell távolítani. Az így nyert, meglehetősen ízetlen lisztet elsősorban éhínség idején ették, így a fogyasztása manapság visszaszorul.
A levelek formájának és színének változatossága miatt a nemzetség fajait mindig szívesen ültették a botanikus kertekben. A legtöbb fajt könnyű nevelni, és megfelelő körülmények közt gyorsan nő. Őshazájában — de különösen Dél-Afrikában — több, sajátos formájú faját gyepesítésre használják.
A nemzetség összes faját a veszélyeztetett, vadon élő állat- és növényfajok nemzetközi kereskedelméről kötött Washingtoni Egyezmény (CITES) „A” mellékletébe, a kiemelten védett fajok közé sorolták.

## Fajok
- Encephalartos aemulans
- Encephalartos altensteinii
- Encephalartos aplanatus
- Encephalartos arenarius
- Encephalartos barteri
- Encephalartos brevifoliolatus
- Encephalartos bubalinus
- Encephalartos caffer
- Encephalartos cerinus
- Encephalartos chimanimaniensis
- Encephalartos concinnus
- Encephalartos cupidus
- Encephalartos cycadifolius
- Encephalartos delucanus
- Encephalartos dolomiticus
- Encephalartos dyerianus
- Encephalartos equatorialis
- Encephalartos eugene-maraisii
- Encephalartos ferox
- Encephalartos friderici-guilielmi
- Encephalartos ghellinckii
- Encephalartos gratus
- Encephalartos heenanii
- Encephalartos hildebrandtii
- Encephalartos hirsutus
- Encephalartos horridus
- Encephalartos humilis
- Encephalartos inopinus
- Encephalartos ituriensis
- Encephalartos kisambo
- Encephalartos laevifolius
- Encephalartos lanatus
- Encephalartos latifrons
- Encephalartos laurentianus
- Encephalartos lebomboensis
- Encephalartos lehmannii
- Encephalartos longifolius
- Encephalartos mackenziei
- Encephalartos macrostrobilus
- Encephalartos manikensis
- Encephalartos marunguensis
- Encephalartos middelburgensis
- Encephalartos msinganus
- Encephalartos munchii
- Encephalartos natalensis
- Encephalartos ngoyanus
- Encephalartos nubimontanus
- Encephalartos paucidentatus
- Encephalartos poggei
- Encephalartos princeps
- Encephalartos pterogonus
- Encephalartos relictus
- Encephalartos schaijesii
- Encephalartos schmitzii
- Encephalartos sclavoi
- Encephalartos senticosus
- Encephalartos septentrionalis
- Encephalartos tegulaneus
- Encephalartos transvenosus
- Encephalartos trispinosus
- Encephalartos turneri
- Encephalartos umbeluziensis
- Encephalartos villosus
- Encephalartos whitelockii
- Encephalartos woodii